# Patti Vande
Patti Vande, coniugata Wuthrich (Winnipeg, 17 luglio 1958), è un'ex giocatrice di curling canadese.

## Biografia
Partecipò ai XV Giochi olimpici invernali edizione disputata a Calgary  (Canada) nel 1988, riuscendo ad ottenere la prima posizione nella squadra canadese con i connazionali Linda Moore, Lindsay Sparkes, Debbie Jones e Penny Ryan. 
Nell'edizione la nazionale svedese si classificò seconda, la norvegese terza. La competizione ebbe lo status di sport dimostrativo 